# 布雷德灣
70°15′S 24°15′E / 70.250°S 24.250°E
布雷德灣是南極洲的海灣，位於毛德皇后地沿岸，長22公里、寬37公里，該海灣根據挪威探險隊拍攝的空中照片被繪入地圖，該海灣現時由南極條約體系管理。